# Andrea Gabrišová
Andrea Gabrišová (* 3. července 1992 Bratislava) je slovenská muzikálová herečka, zpěvačka a tanečnice, působící v Česku.
Vystudovala Církevní konzervatoř v Bratislavě a začala hrát v divadle Nová scéna, kde ztvárnila řadu rolí.
Od roku 2014 žije a působí v Praze, kam se přestěhovala díky roli v muzikálu Fantom opery v divadle GoJa Music Hall, dále titulní roli Julie v muzikálové verzi Romea a Julie ve Foru Karlín.
Od roku 2018 je stálým hostem v Národním divadle Moravskoslezském v Ostravě. Kde ztvárnila role například v muzikálech Kočky, Děj se co děj, West Side Story, Chicago, Kinky Boots, Oliver! a Elisabeth.